# Monastère Saint-Sauveur de Lérez
 (mai 2020).
Si vous disposez d'ouvrages ou d'articles de référence ou si vous connaissez des sites web de qualité traitant du thème abordé ici, merci de compléter l'article en donnant les références utiles à sa vérifiabilité et en les liant à la section « Notes et références ».

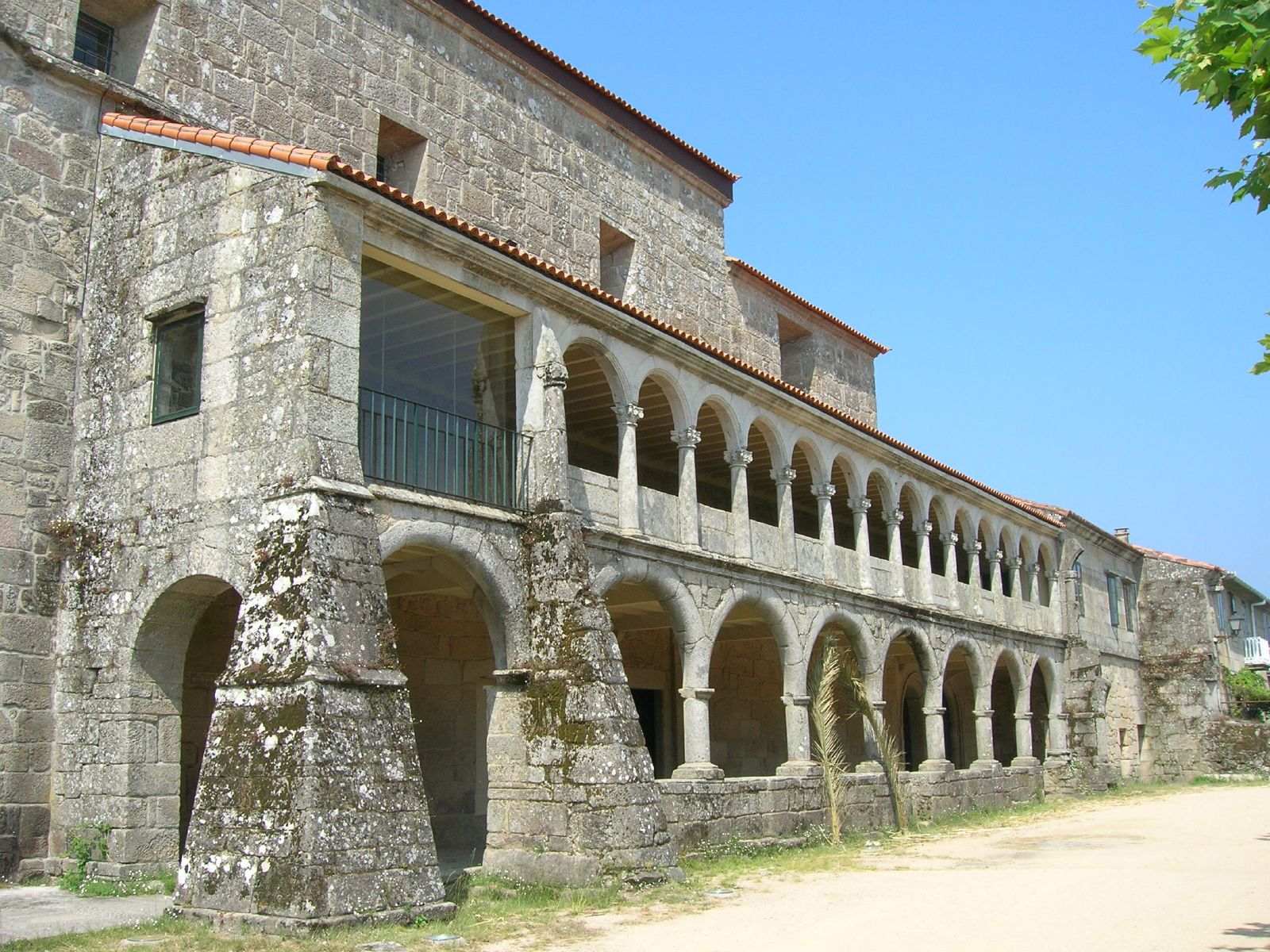
Monastère Saint-Sauveur de Lérez.

Le monastère bénédictin Saint-Sauveur de Lérez est un ancien monastère espagnol qui se trouve dans la paroisse civile de Lérez, appartenant à la commune de Pontevedra, en Espagne. Il a été déclaré bien d'intérêt culturel en 1946.  
Il y a des références documentaires de son existence dans les dernières années du IXe siècle et la première partie du Xe siècle. À cause du désamortissement espagnol à la fin du XIXe siècle, les religieuses ont dû quitter le monastère et son église est devenue église paroissiale. À côté de l'église se trouve le cloître des moines.

## Histoire
La première mention documentaire du monastère date de l'année 915 ou 916, lorsque Ordoño II de León et sa femme Xelvira ont fait don de la réserve à l'abbé Guntano, ainsi que de plusieurs ornements religieux, de missels et d'une copie de la Règle de Saint Benoît. Le monastère a été fondé en l'honneur de Saint Sauveur, de la Vierge Marie, de Saint Michel Archange, de Saint Jacques le Majeur, de Saint Tyr, de Saint Laurent, de Saint Mamed, de Martin de Dumio, de Sainte Marie-Madeleine et de Sainte Engrâce.
Une inscription sur le mur sud de l'église dit Honore Sancti Salbatoris et Sanctae Marie et Marina, Pelagio, Gontato et Bria fratres.
La donation faite par Ordoño II de León a été confirmée plus tard par Alphonse VII de León et Castille, Alphonse XI et Sanche IV de Castille.
En 1113, en raison des tensions entre l'archevêque Gelmírez et Mauricio, archevêque de Braga, le couvent est choisi pour consacrer Hugo comme évêque de Porto et Munio Afonso comme évêque de Mondoñedo. Compte tenu de la valeur des revenus obtenus et de la bonne ambiance qui régnait dans le monastère, le couvent de Lérez était une construction convoitée par les abbés commendataires.
Au XVIe siècle, le monastère est devenu un atelier pour les moines de l'ordre de Saint-Benoît dans la région, après l'union avec la congrégation de Saint-Benoît de Valladolid en 1575. En 1657, il devient une école et en 1661 une école d'art pour les futurs moines. Des gens comme Benito Feijóo, Martín Sarmiento, Diego de Lerma ou Benito de Salazar y sont passés, en tant qu'enseignants et étudiants.
Au cours de la période triennale constitutionnelle (1820-1823), les ustensiles de cuisine et de réfectoire sont vendus, ainsi que les affaires des moines et des étudiants. En 1835, avec le désamortissement de Mendizábal, les moines furent définitivement chassés, avec la vente de leurs biens. À la fin du XIXe siècle, le père Juan Arribas, aidé par les moines du monastère de Samos, a tenté de le rénover, tout comme l'archevêque Quiroga Palacios dans les années 1950, mais en vain.

## L'église
L'église actuelle, qui date du XVIIIe siècle, est de style néoclassique avec des éléments baroques. Elle possède une seule nef rectangulaire, qui s'ouvre sur la chapelle de Saint-Benoît. La façade, achevée en 1748, présente un corps central avec deux tours carrées sur les côtés, couronnées par une couverture conique avec des fenêtres semi-circulaires. Au-dessus de la porte principale, il y a une image de Saint-Benoît avec un livre, un bâton, une mitre et un corbeau. Sur la façade se trouve également le blason de l'Espagne de l'époque.
L'intérieur de la voûte est soutenu par des arcs qui reposent sur six pilastres. Le chœur est soutenu par trois arcs. Sur la droite se trouve un autel avec des images de Saint-Roch, Sainte-Lucie et Saint-Sébastien. Après la porte vers l'extérieur, il y a un autre autel avec les images de l'Enfant de la Boule, de la Vierge du Carmen et de Saint-Antoine. Sur le maître-autel se trouve le Tabernacle, avec le Sauveur et l'Assomption de Marie. À gauche de cet autel se trouve l'autel du Christ.
L'accès à la chapelle de Saint-Benoît se fait par un arc en plein cintre. Elle possède trois fenêtres et deux portes, qui communiquent avec l'extérieur et la sacristie. À côté de cette chapelle se trouve l'autel du Sacré-Cœur.

## Économie
Le monastère a reçu diverses donations, soit pieuses, soit exonérées d'impôts. Outre le don d'Ordoño II de León, il existe des documents relatifs aux dons et aux confirmations d'Alphonse X, de Ferdinand IV de Castille, d'Alphonse XI et des Rois Catholiques.
En plus des dons de biens ou de terres, il y avait aussi des dons économiques. Au XIVe siècle, le monastère comptait 16 maisons à Pontevedra. En 1517, l'abbé a commandé un calice en argent de 60 ducats à l'orfèvre de Saint-Jacques-de-Compostelle, Lope Muñiz.
Outre l'utilisation directe du terrain, les revenus de privilèges ont également procuré des avantages substantiels. Ces revenus pouvaient être fixes (en espèces ou en céréales, vin ou autres produits), ou proportionnels (la plupart, allant de la moitié à un tiers de la récolte). 
Les moines avaient également le droit de pêcher dans le fleuve Lérez. En 1707, une confrérie de Pontevedra demanda à l'abbé de Lérez l'autorisation pour qu'un marin puisse pêcher dans la rivière, et que le poisson soit utilisé pour les deux fonctions que la confrérie devait remplir.

## Galerie d'images

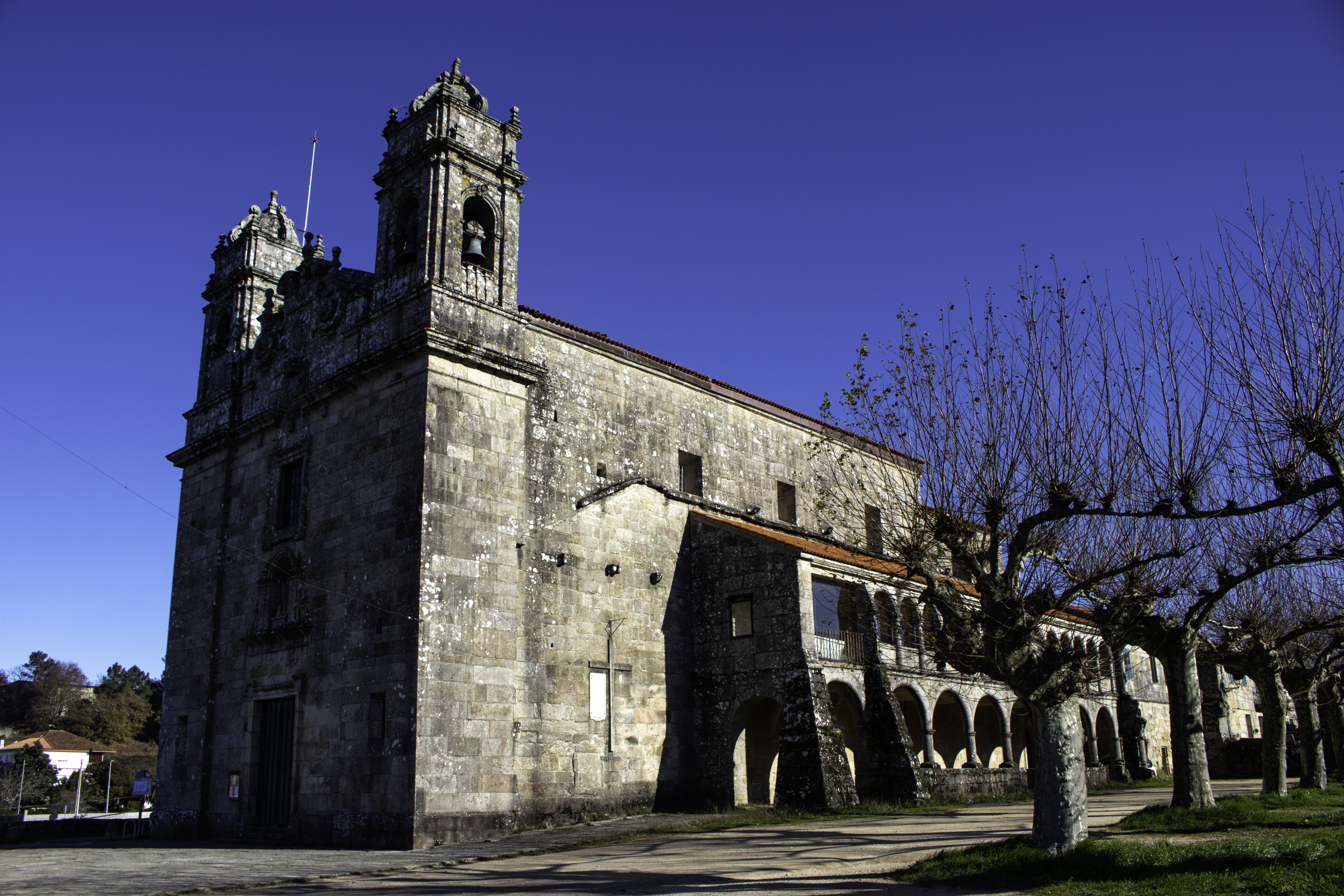
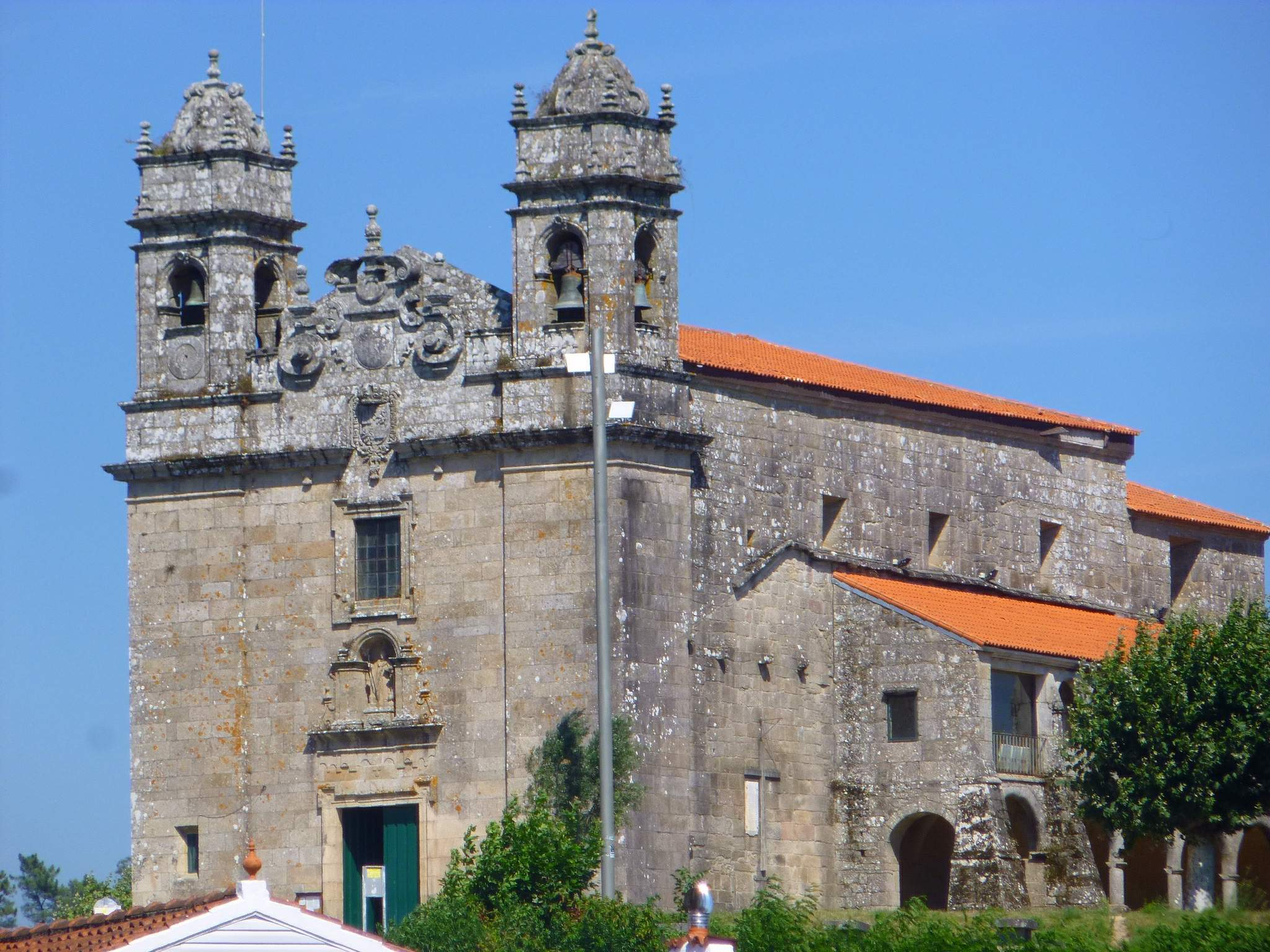
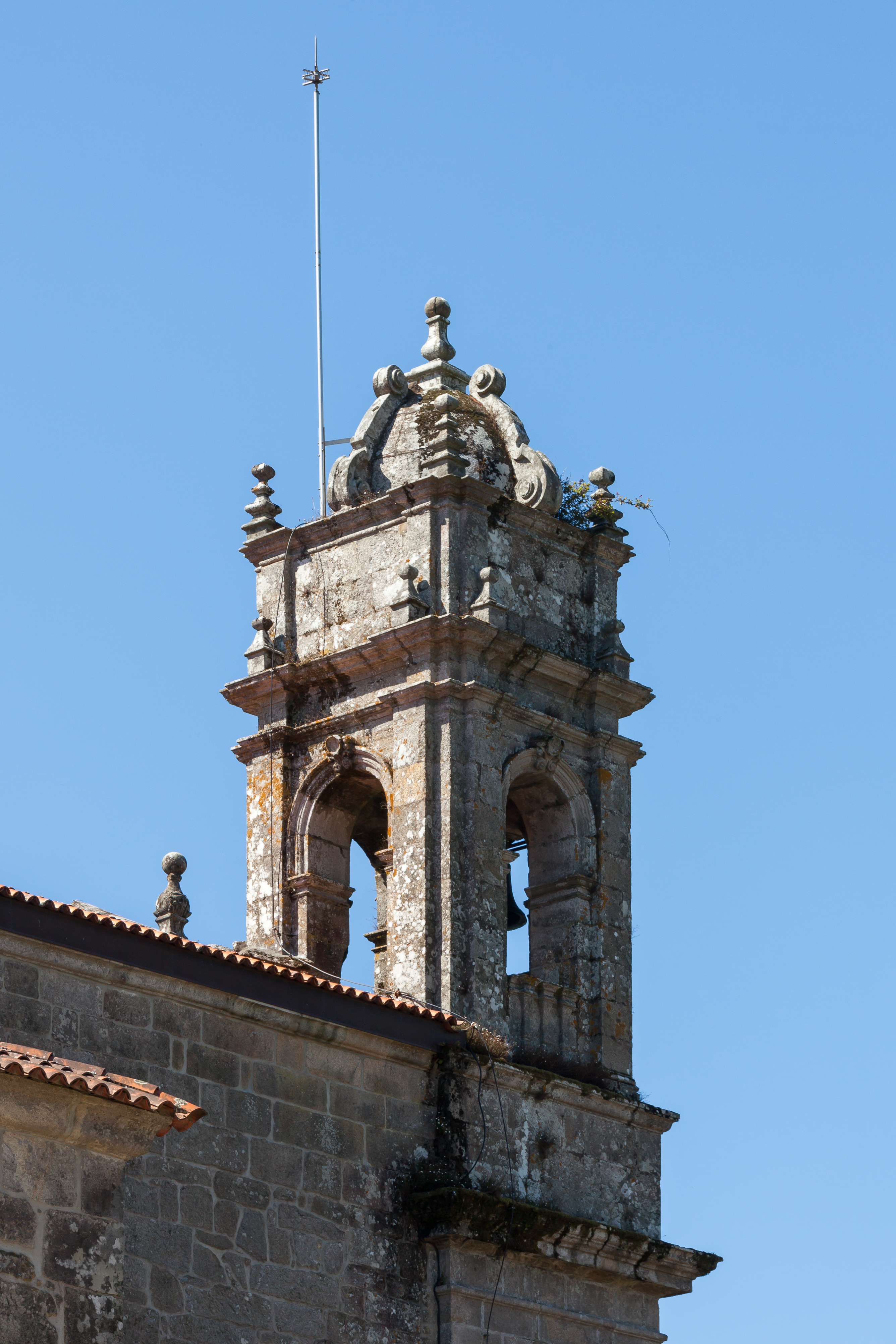
Clocher
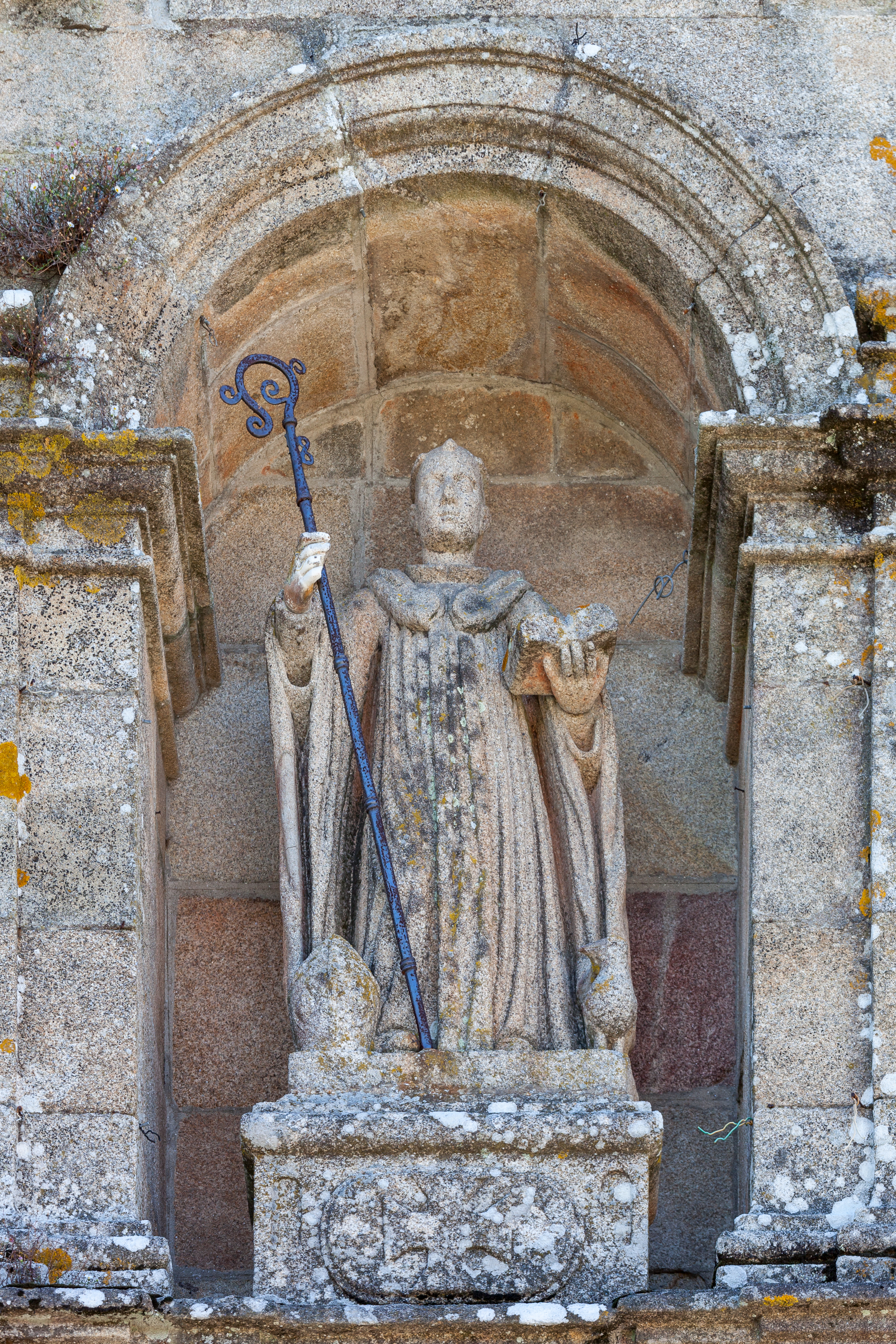
Niche avec la sculpture de Saint Benoît
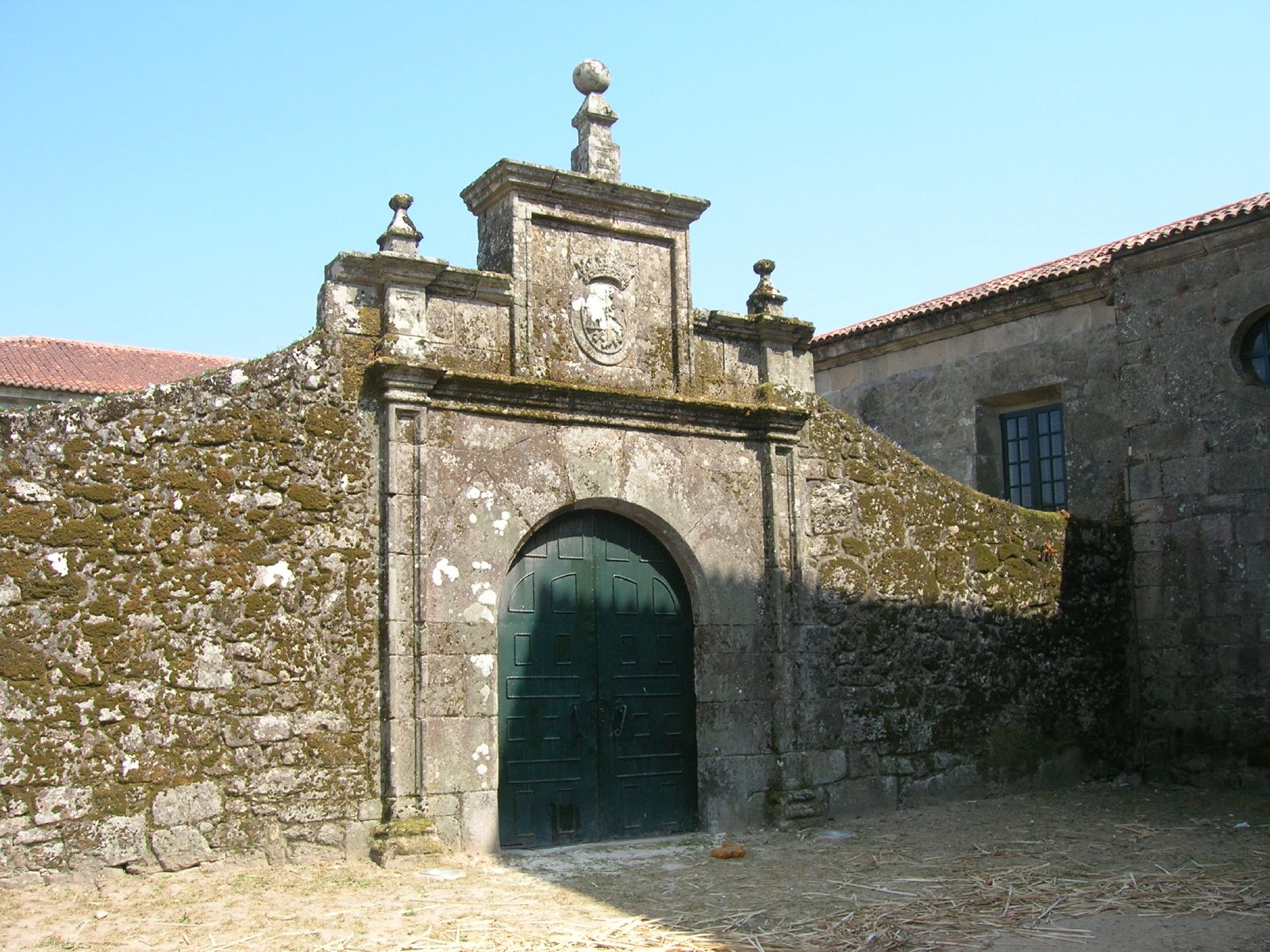
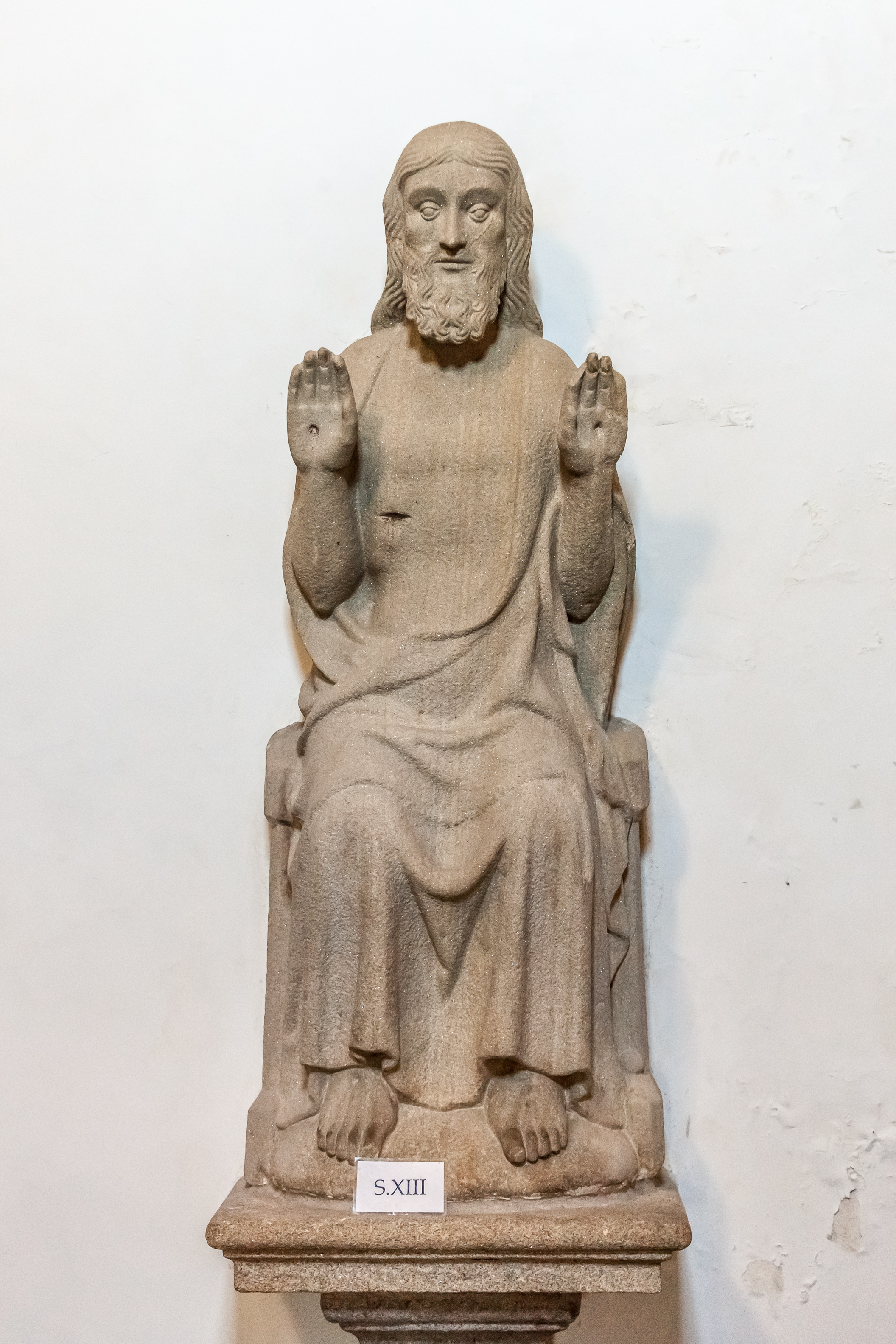
Sculpture du Christ, XIIIe siècle
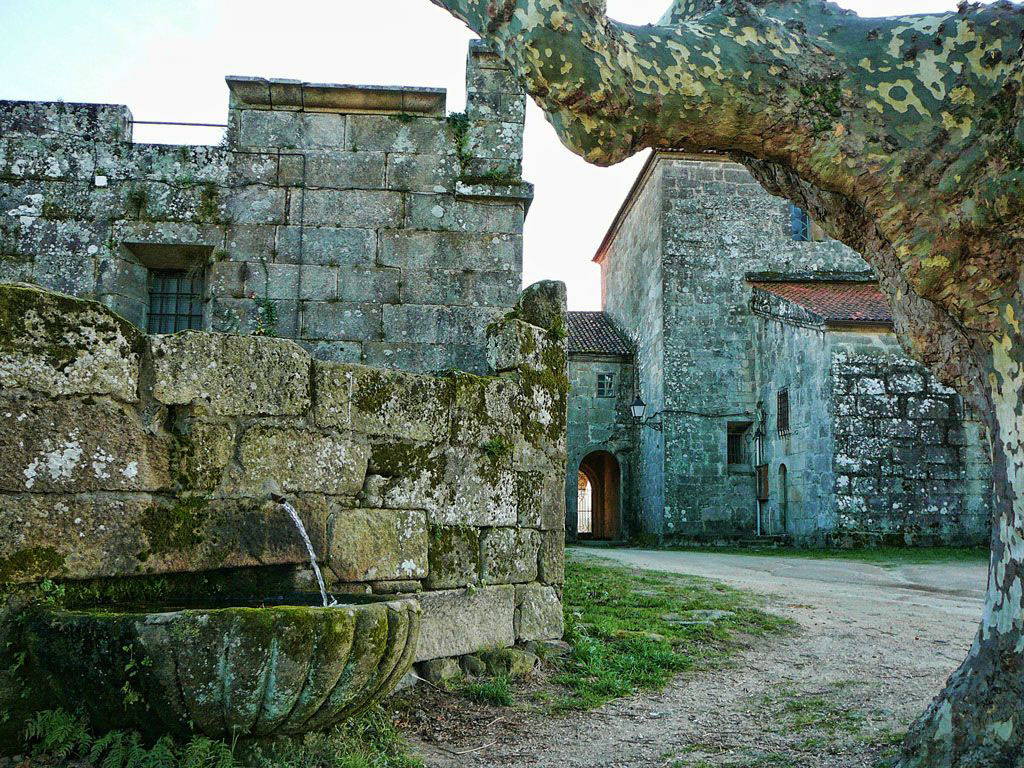
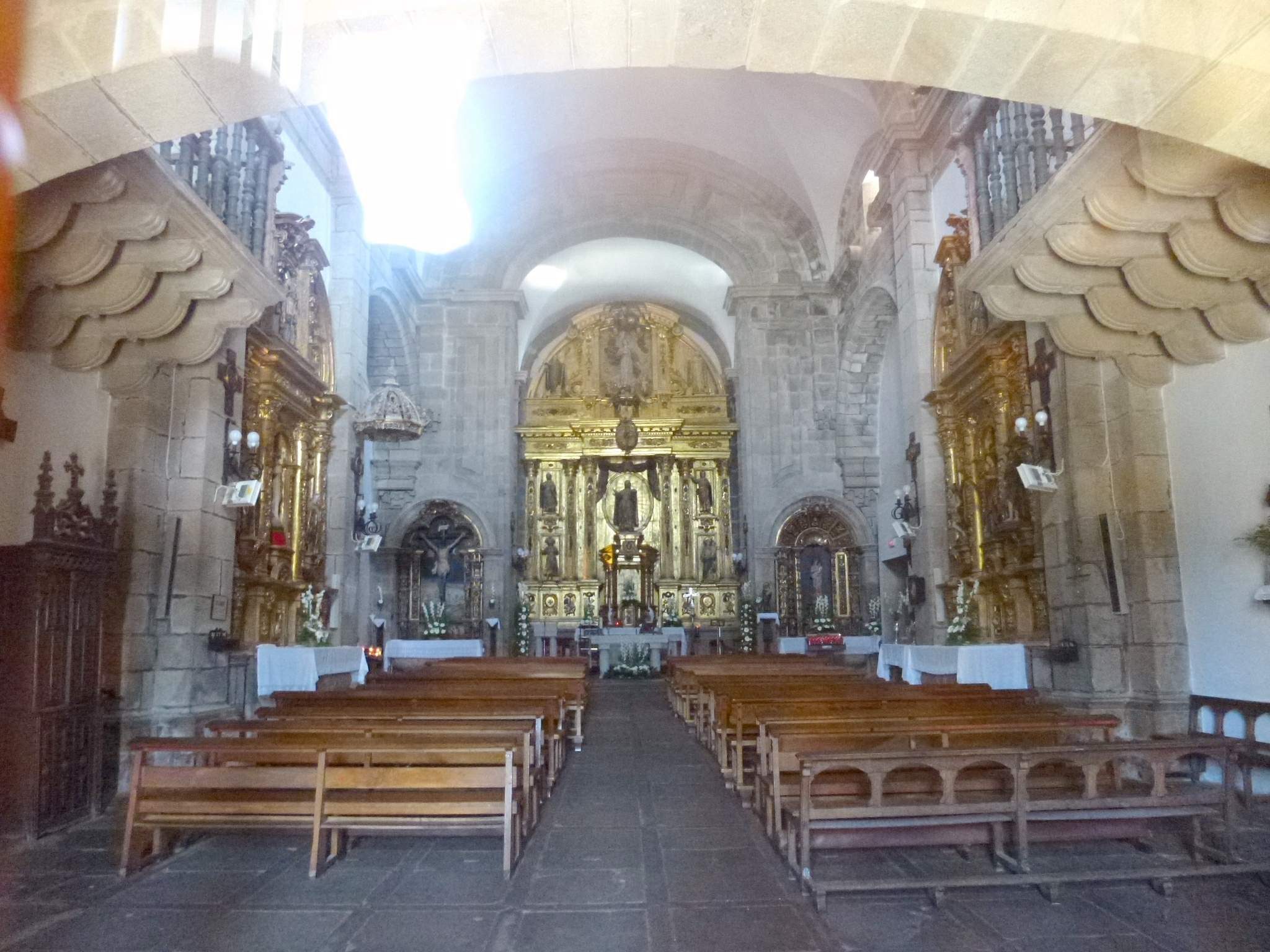
Intérieur de l'église
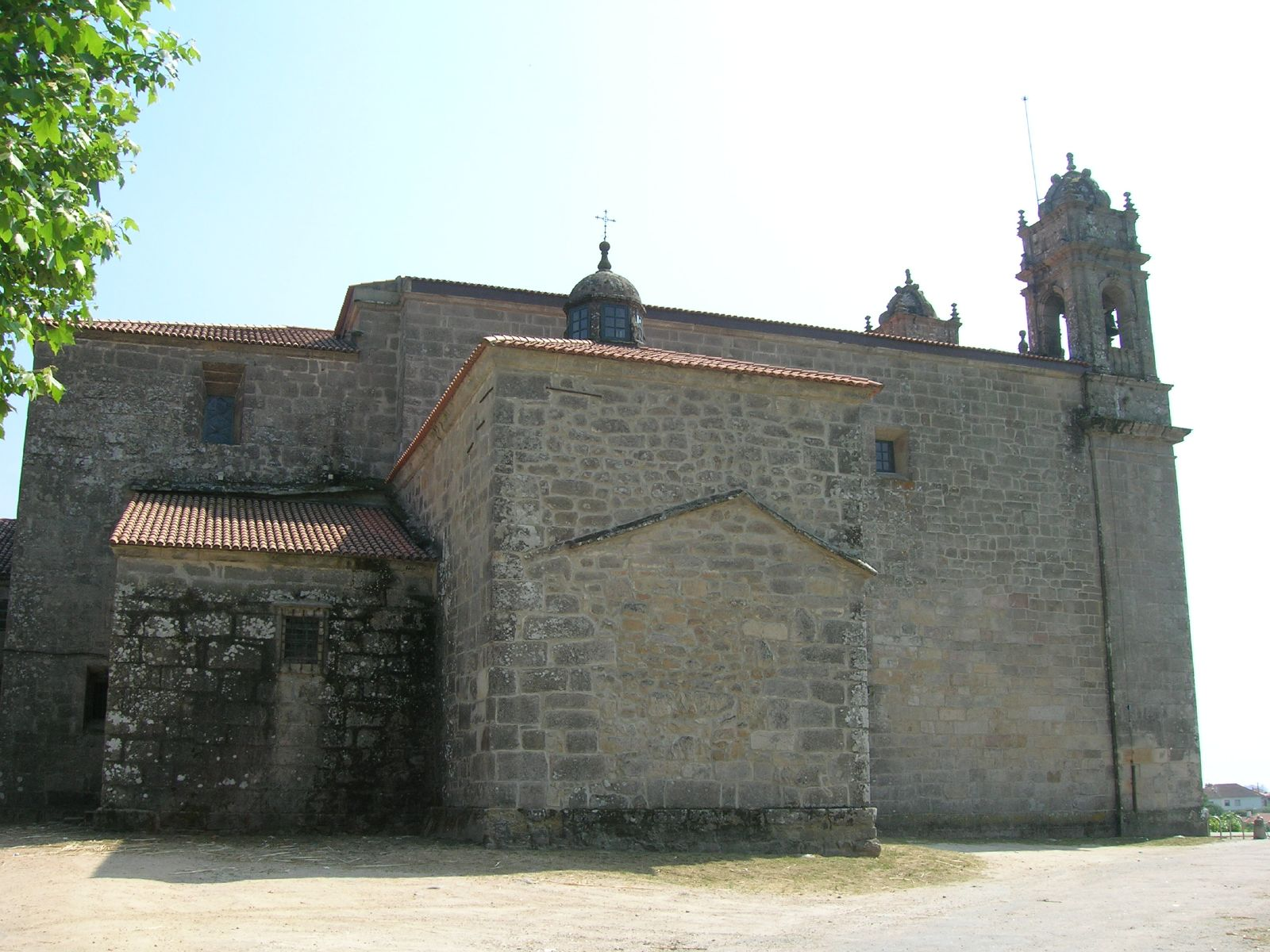
Église
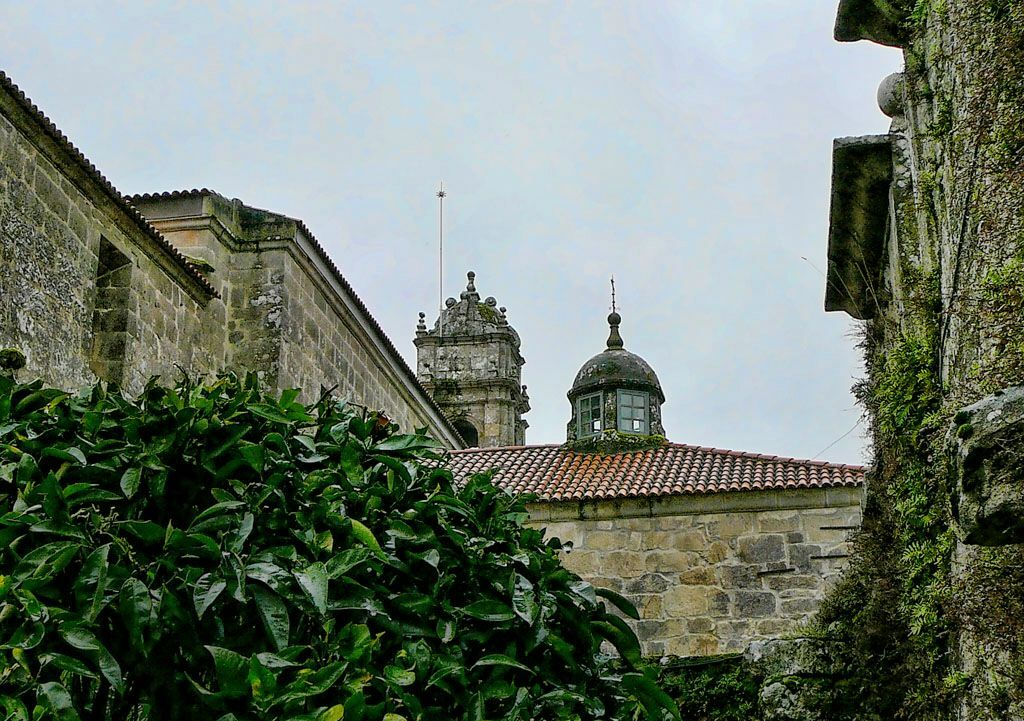
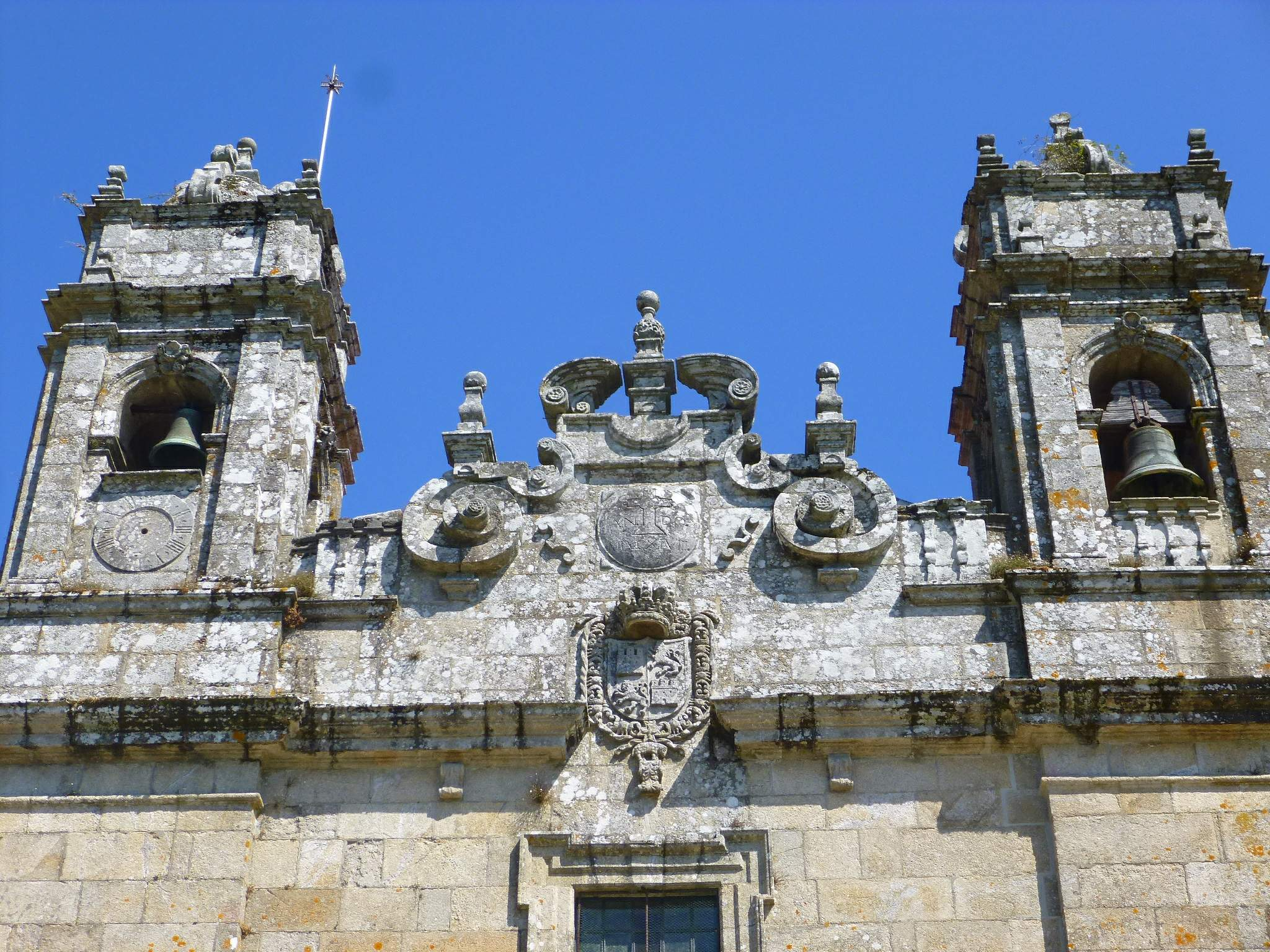
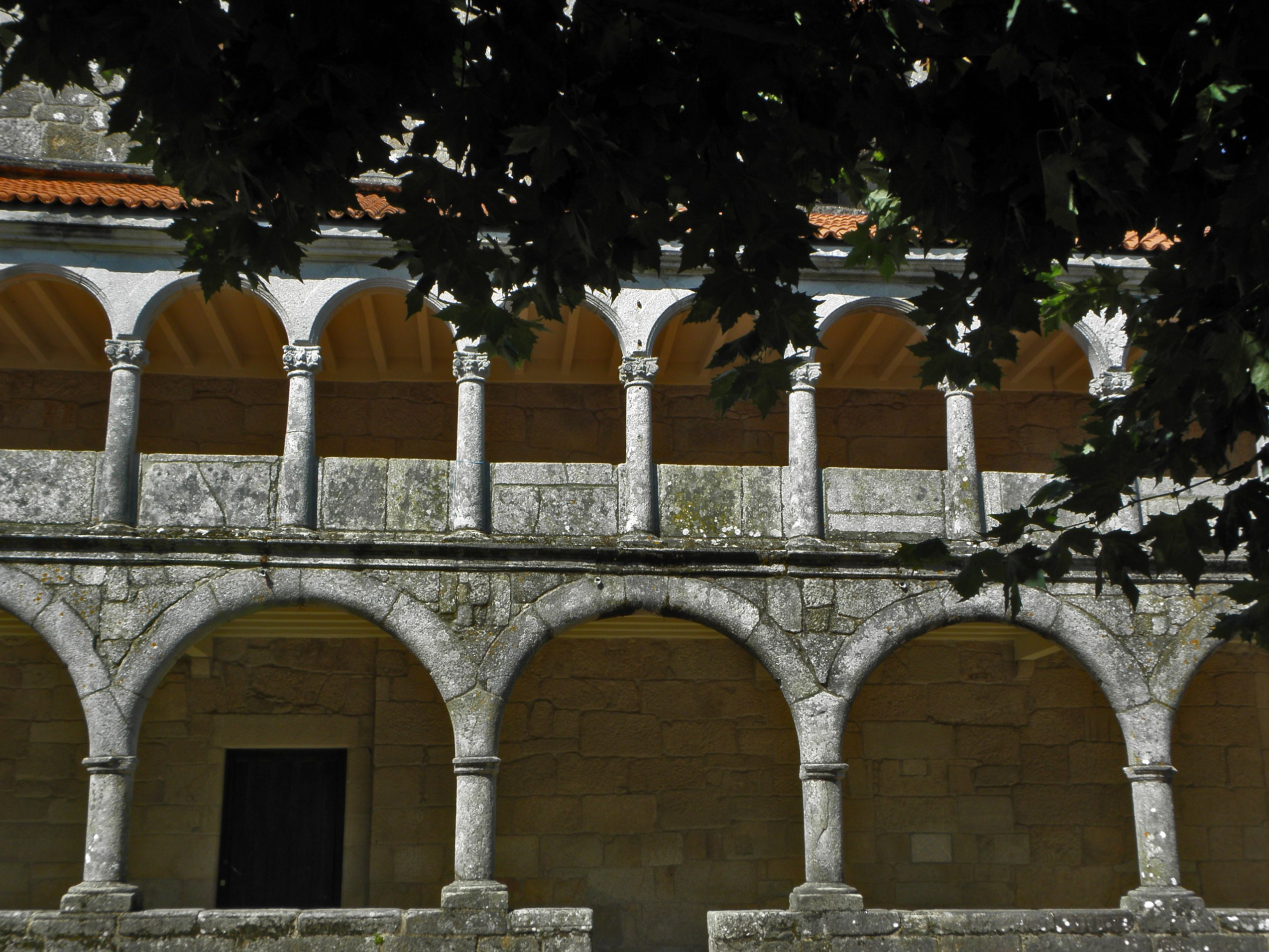
Cloître
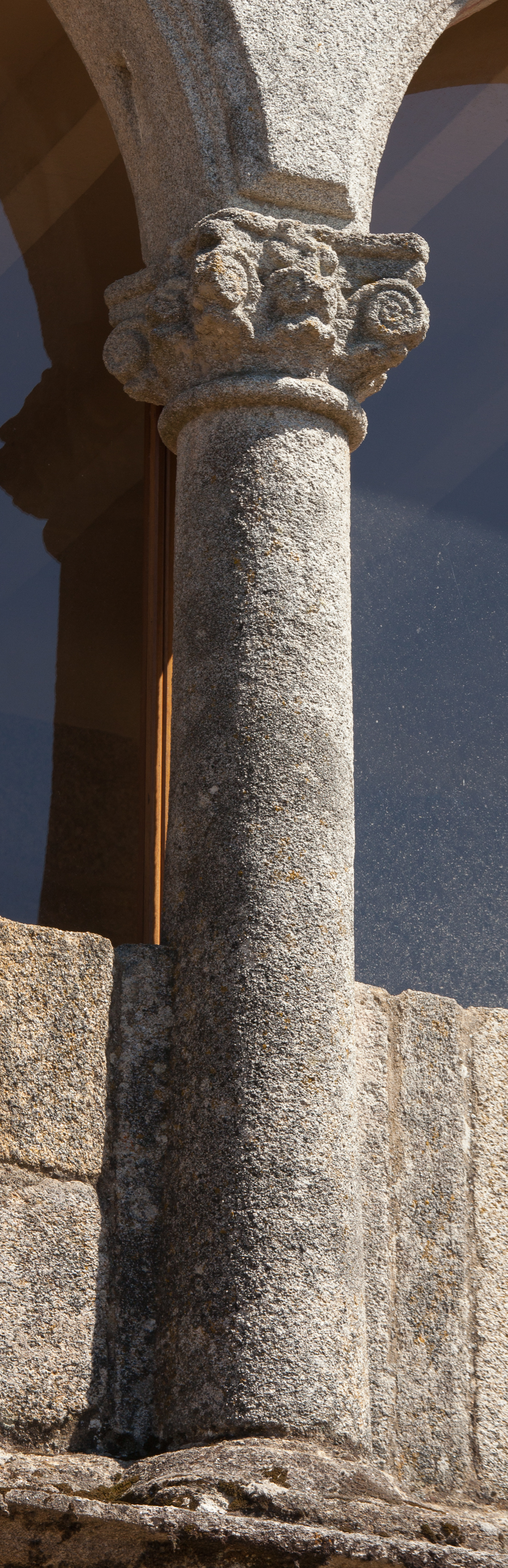
Colonne
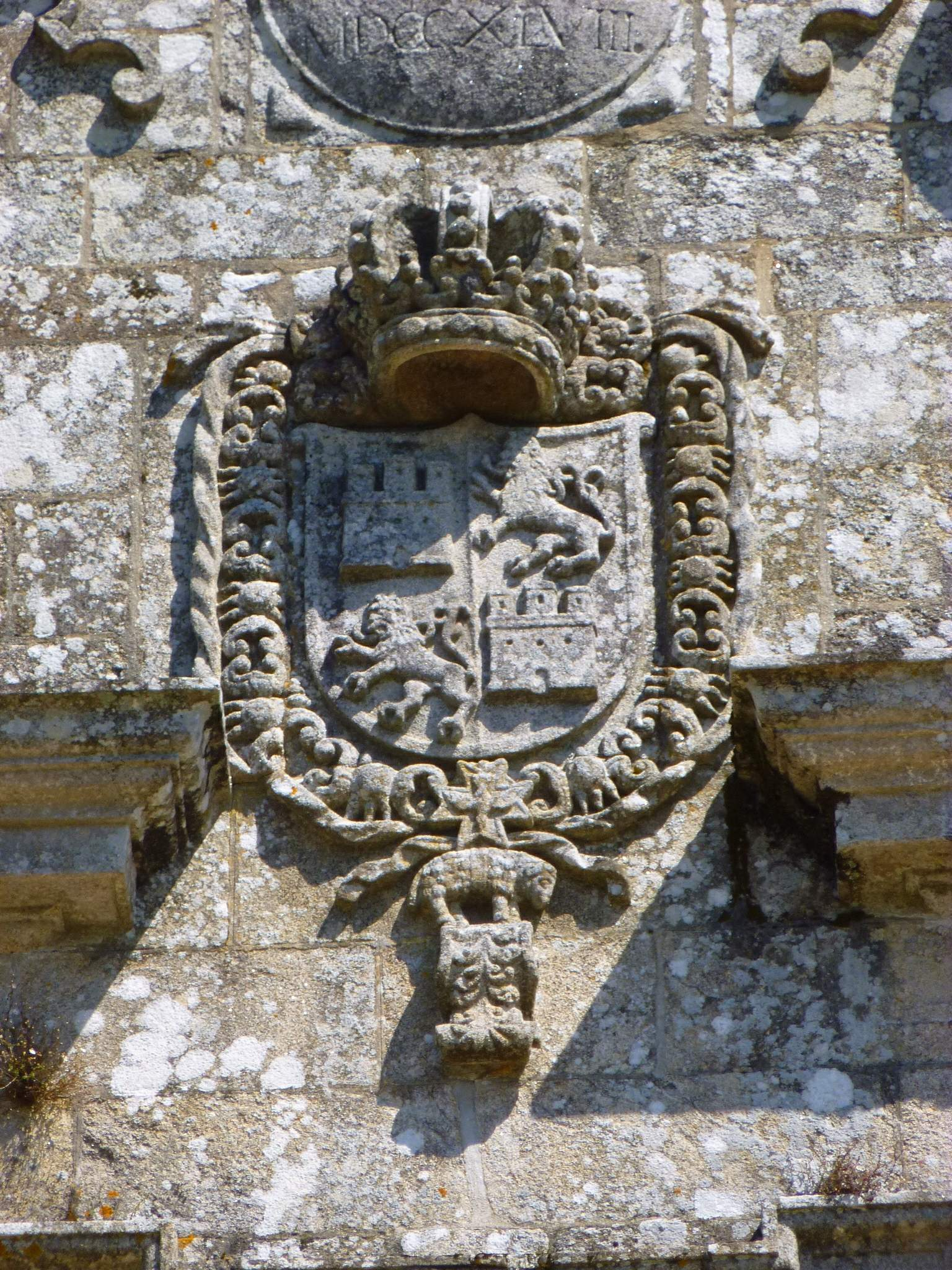
Armoiries
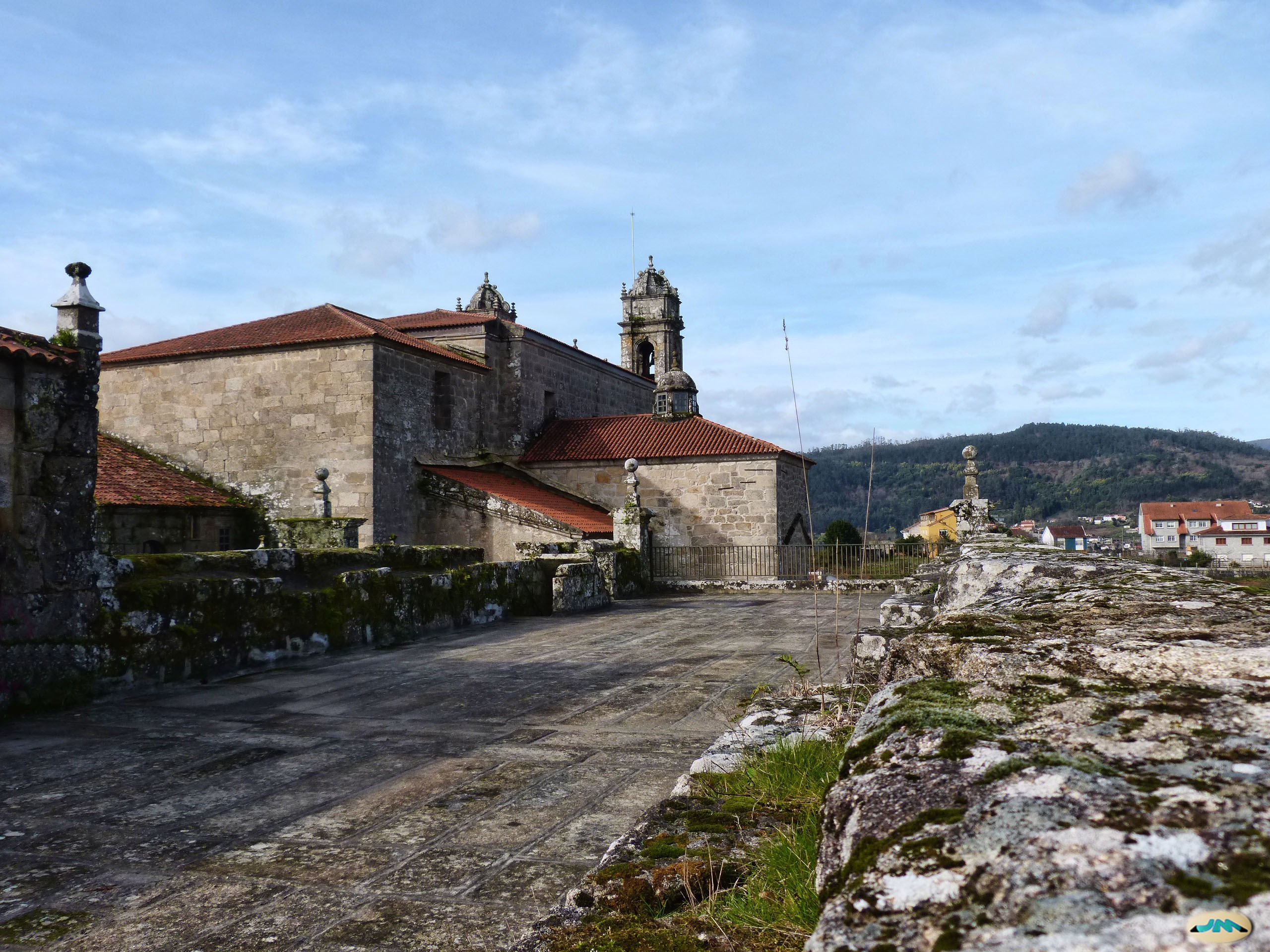